# Jeroni Fajardo
Jeroni Fajardo, né le 5 avril 1985 à Caldes de Malavella, est un pilote espagnol de sport motocycliste. Il concourt dans la discipline du trial, épreuve qui consiste à franchir des obstacles.

## Palmarès
Par extension, le terme trial désigne la discipline sur parcours en extérieur avec obstacles naturels tandis que le terme x-trial se réfère aux parcours en intérieur avec obstacles artificiels.
- Championnats du monde de trial
  - 3e : 2012, 2013, 2015

- Championnats du monde de x-trial
  - 3e : 2005